# Phaeochrous usambarae
Phaeochrous usambarae är en skalbaggsart som beskrevs av Louis Burgeon 1928. Phaeochrous usambarae ingår i släktet Phaeochrous och familjen Hybosoridae. Inga underarter finns listade i Catalogue of Life.